# Acorethra
Acorethra là một chi bọ cánh cứng thuộc họ Xén tóc, gồm các loài sau đây:
- Acorethra aureofasciata Gounelle, 1911
- Acorethra erato (Newman, 1840)